# Kanton Zicavo
Zicavo (Corsicaans: Zicavu) is een voormalig kanton van het Franse departement Corse-du-Sud. Het kanton maakte deel uit van het arrondissement Ajaccio. Het werd opgeheven bij decreet van 24 februari 2014 met uitwerking op 22 maart 2015.

## Gemeenten
Het kanton Zicavo omvatte de volgende gemeenten:
- Ciamannacce
- Corrano
- Cozzano
- Guitera-les-Bains
- Palneca
- Sampolo
- Tasso
- Zévaco
- Zicavo (hoofdplaats)